# Ulstrup (Røsnæs)
 For alternative betydninger, se Ulstrup. (Se også artikler, som begynder med Ulstrup)
Ulstrup er en landsby med 378 indbyggere  (2024) midt på den Nordvestsjællandske halvø Røsnæs, 11 kilometer nordvest for Kalundborg. Den ligger i Røsnæs Sogn, Kalundborg Kommune og er den største landsby på Røsnæs, .
I landsbyen findes Røsnæs Kirke. I haven bag præstegården lå Skt. Laurentii helligkilde, som fik mange syge til at valfarte til Ulstrup i håb om helbredelse. Helligkilden blev malet af J.Th. Lundbye under hans ophold på Røsnæs i juni 1847. 
Ulstrup Mølle fra 1894 blev restaureret i 2007 og modtager besøgende. Tidligere lå der en jordhollænder-mølle, som nedbrændte i 1893. 
Lige udenfor landsbyen ligger Skandinaviens største vingård, Dyrehøj Vingaard med 26.000 vinstokke.